# Basilisciano
Basilisciano (in greco antico: Βασιλισκιανός?, Basiliskianos, o Basilisco Βασιλίσκος Basiliskos, o Basilicino Βασιλικῖνος Basilikinos; fl. IX secolo) fu un cortigiano bizantino e amico dell'imperatore Michele III.
Si sa molto poco della sua origine e della sua giovinezza. Giovanni Scilitze e Teofane Continuato (così come Zonara, che li riprende) riportano che in origine era un semplice rematore in una delle navi personali dell'imperatore, ma questo potrebbe essere una montatura successiva per denigrarlo. Teofane Continuato racconta anche che era fratello di Costantino Kapnogenes, che in seguito divenne praefectus urbi. Nell'866 Basilisciano era salito al titolo di patrikios e prestava servizio nella casa imperiale (koiton), essendo uno dei collaboratori più intimi dell'imperatore Michele III.  Il 1º settembre di quell'anno, dopo una corsa di carri nel palazzo di San Mamete (nell'odierna Beşiktaş), Basilisciano si congratulò con l'imperatore per la sua vittoria in modo così entusiastico che, secondo i cronisti, il felicissimo Michele gli ordinò di prendere dai suoi piedi gli stivali imperiali rosso porpora (tzangia) e di indossarli lui stesso. Ciò provocò il disappunto del co-imperatore di Michele, Basilio il Macedone, un uomo di umili origini che era salito al potere grazie alla sua stretta relazione con Michele. Michele, vedendo la disapprovazione di Basilio, si arrabbiò e minacciò di nominare Basilisciano co-imperatore al posto di Basilio. La frattura tra Michele e il suo ex protetto si aggravò in seguito e il 24 settembre 867, quando Michele si ritirò ubriaco nei suoi alloggi a San Mamete, Basilio e otto suoi sostenitori si adoperarono per uccidere l'imperatore. Il protovestiario Rendakios, che normalmente dormiva davanti alla camera da letto dell'imperatore, era assente e Basilisciano prese il suo posto quella notte. Quando Basilio e i suoi cospiratori irruppero nella camera da letto, Basilisciano cercò di opporsi, ma fu ferito e messo da parte. Dopo aver ucciso Michele, i cospiratori risalirono a remi il Bosforo fino a Costantinopoli, dove Basilio fu frettolosamente incoronato unico imperatore, inaugurando la dinastia macedone. Da allora in avanti non si sa più nulla di Basilisciano.